# Roberto Araújo Pereira
Roberto Araújo Pereira (1908 — 1969) foi um pintor, ilustrador e designer português, conhecido por ter pertencido à segunda geração de artistas modernistas portugueses. Era filho do encenador e anarquista português Araújo Pereira e da atriz e tradutora Emília de Araújo Pereira. Foi casado com a atriz, tradutora, escritora e ativista feminista Manuela Porto.

## Biografia / Obra
Entre outras exposições, participou no II Salão dos Independentes, SNBA (1931), no pavilhão português da Feira de Nova Iorque (1939),  na  Exposição do Mundo Português (1940) e em duas Exposições de Arte Moderna do S.P.N./S.N.I.. "Homem culto, de boa consciência plástica, deixou uma obra pequena e dispersa e mais teve que trabalhar em decoração e publicidade".
A 4 de março de 1941, foi agraciado com o grau de Oficial da Ordem Militar de Cristo.
Criou cenários para vários filmes portugueses clássicos como O Pai Tirano. Fundou a agência de Publicidade Belarte com Mário Neves e seu irmão Alfredo Araújo Pereira, autor do conhecido livro "Técnica de Publicidade" e fez numerosos expositores e decoração de espaços para clientes na FIL. Deixou desenhos, pinturas, serigrafias, e ilustrações e várias capas da série policial Escaravelho de Ouro. Uma faceta menos conhecida da sua actividade de artista foi a produção de vitrais, frequentemente em parceria com o seu amigo e grande arquitecto José Bastos. Um exemplo desta parceria pode ser visto na pequena igreja de Nª S.ª de Santa Iria da Azóia, perto de Alverca. Outro exemplo mais público do seu trabalho, um enorme painel de azulejo vermelho com desenho a traço branco, representando os anjos vigiando sobre o trabalho dos homens, sobreviveu largos anos na esquina da parede da antiga livraria do Diário de Notícias, entre o Largo do Chiado e a Rua António Maria Cardoso em Lisboa, até ter sido destruído há cerca de 15 anos durante obras do edifício.
Também em Castelo Branco, no interior da dependência da Caixa Geral de Depósitos da Praça do Município, é possível observar um painel da sua autoria, representando o distrito de Castelo Branco, apresentando iconografia (trajes, fauna, tradições) regional.
O Museu de Arte Moderna da Fundação Calouste Gulbenkian tem pelo menos um desenho da sua autoria na colecção não-permanente. Contemporâneo e amigo de Almada Negreiros, Thomaz de Mello, Abel Manta, Sena da Silva, etc. viria a falecer de doença prolongada em 1969.

## Prémios
- Prémio Anunciação 1929[4]